# Mount Quandary
Mount Quandary är ett berg i Antarktis. Det ligger i Västantarktis. Argentina, Chile och Storbritannien gör anspråk på området. Toppen på Mount Quandary är 1 041 meter över havet, eller 326 meter över den omgivande terrängen. Bredden vid basen är 3,2 km.
Terrängen runt Mount Quandary är kuperad åt sydväst, men åt nordost är den bergig. Trakten är obefolkad. Det finns inga samhällen i närheten.